# Приспів
При́спів або рефре́н (фр. refrain — «повторювати») — повторення групи слів, рядка або кількох віршових рядків у строфах.
Подеколи набуває жанрових ознак, як-от в «Елегії з рефреном» В. Підпалого:

| (…)А втім, мені легко-легко, бо знаю: вернулись птахи — трава забуяє вгору: а втім, мені легко-легко, бо знаю: вернулись птахи — научать літати листя; а втім, мені легко-легко, бо знаю: вернулись птахи — повіє весняний вітер; а втім, мені легко-легко, бо знаю: вернулись птахи — у гніздах пташата будуть… |
Повторення однієї і тієї ж теми, спостережене у наведеній «Елегії…», наявне і в складних строфічних конструкціях (рондо, рондель тощо). Такий рефрен у пісні має назву приспіву, вживається як повтор наприкінці куплетів або після кожного куплету.